# Roman Pavljoetsjenko
Roman Anatoljevitsj Pavljoetsjenko (Russisch: Роман Анатольевич Павлюченко) (Stavropol, 15 december 1981) is een Russisch profvoetballer die doorgaans als centrumspits speelt. In 2003 debuteerde hij in het Russisch voetbalelftal, waarvoor hij meer dan veertig interlands speelde.

## Clubcarrière
Pavljoetsjenko debuteerde in 1999 bij Dinamo Stavropol. In 2000 vertrok hij naar Rotor Volgograd waar hij drie jaar bleef en in 65 wedstrijden veertien keer scoorde. In 2003 ging hij naar Spartak Moskou, waarvoor hij 5,5 seizoenen voetbalde. Pavljoetsjenko scoorde er elk (heel) seizoen tien goals of meer. Hij tekende op 1 september 2008 een vijfjarig contract bij Tottenham Hotspur, dat £ 14.000.000,- voor hem betaalde aan Spartak Moskou. Hier moest hij de naar Manchester United vertrokken Dimitar Berbatov opvolgen. In 3,5 jaar bij Tottenham maakte Pavljoetsjenko geen enkel seizoen tien of meer doelpunten. Daarop keerde hij in 2012 terug naar Rusland om daar voor Lokomotiv Moskou te gaan spelen. In juli 2015 tekende hij een contract voor één seizoen bij Koeban Krasnodar, waar hij werd herenigd met Andrej Arsjavin, met wie hij jaren samenspeelde in het Russisch voetbalelftal. Een jaar later vertrok hij transfervrij naar Oeral. In 2017 ging hij voor tweede divisieclub Ararat Moskou spelen. Op 17 november 2017 werd zijn contract ontbonden. Op 31 augustus 2018 ging hij op het vierde niveau voor FK Znamya Noginsk spelen.

## Clubstatistieken
| seizoen | club              | land              | competitie     | duels | goals |
| ------- | ----------------- | ----------------- | -------------- | ----- | ----- |
| 1999    | Dinamo Stavropol  | Vlag van Rusland  | III Liga       | 31    | 1     |
| 2000    | Rotor Volgograd   | Vlag van Rusland  | Premjer-Liga   | 16    | 5     |
| 2001    | Rotor Volgograd   | Vlag van Rusland  | Premjer-Liga   | 28    | 5     |
| 2002    | Rotor Volgograd   | Vlag van Rusland  | Premjer-Liga   | 21    | 4     |
| 2003    | Spartak Moskou    | Vlag van Rusland  | Premjer-Liga   | 27    | 10    |
| 2004    | Spartak Moskou    | Vlag van Rusland  | Premjer-Liga   | 26    | 10    |
| 2005    | Spartak Moskou    | Vlag van Rusland  | Premjer-Liga   | 25    | 11    |
| 2006    | Spartak Moskou    | Vlag van Rusland  | Premjer-Liga   | 27    | 18    |
| 2007    | Spartak Moskou    | Vlag van Rusland  | Premjer-Liga   | 22    | 14    |
| 2008    | Spartak Moskou    | Vlag van Rusland  | Premjer-Liga   | 13    | 6     |
| 2008/09 | Tottenham Hotspur | Vlag van Engeland | Premier League | 28    | 5     |
| 2009/10 | Tottenham Hotspur | Vlag van Engeland | Premier League | 16    | 5     |
| 2010/11 | Tottenham Hotspur | Vlag van Engeland | Premier League | 29    | 9     |
| 2011/12 | Tottenham Hotspur | Vlag van Engeland | Premier League | 5     | 1     |
| 2011/12 | Lokomotiv Moskou  | Vlag van Rusland  | Premjer-Liga   | 9     | 2     |
| 2012/13 | Lokomotiv Moskou  | Vlag van Rusland  | Premjer-Liga   | 19    | 4     |
| 2013/14 | Lokomotiv Moskou  | Vlag van Rusland  | Premjer-Liga   | 24    | 6     |
| 2014/15 | Lokomotiv Moskou  | Vlag van Rusland  | Premjer-Liga   | 20    | 3     |
| 2015/16 | Koeban Krasnodar  | Vlag van Rusland  | Premjer-Liga   | 10    | 2     |
| 2016/17 | Oeral             | Vlag van Rusland  | Premjer-Liga   | 21    | 4     |
| 2017/18 | Ararat Moskou     | Vlag van Rusland  | Tweede divisie | 12    | 9     |

Tabel bijgewerkt op 23 november 2017

## Interlandcarrière
Pavljoetsjenko werd in 2003 voor het eerst opgeroepen voor het Russisch voetbalelftal. Daarin speelde hij zich in 2006 en 2007 in de basis. Op 17 oktober 2007 scoorde hij twee cruciale goals tegen Engeland in de kwalificatie voor het EK 2008. Die wedstrijd wonnen de Russen met 2–1. Pavljoetsjenko scoorde op het EK 2008 zelf in de wedstrijd Spanje - Rusland de 3–1, waarna Rusland met 4–1 verloor. Hij scoorde tegen Nederland de 1–0, waarna hij met zijn landgenoten Oranje met 3–1 uitschakelde.